# Tyondai Braxton
Tyondai Braxton (New York, 26 oktober 1978) is een Amerikaans muzikant en gitarist en is de zoon van componist en saxofonist Anthony Braxton.

## Loopbaan
Braxton heeft een aantal soloplaten uitgebracht en is momenteel onder platencontract bij Warp Records, zowel als soloartiest als met de groep Battles. Hij werkte ook samen met onder andere Prefuse 73.

## Discografie

### Solo
- 11.7.97 Live at the Wesleyan University Campus Center (met Jonathan Zorn) (newsonic, 1998)
- The Grow Gauge (Loopchoir, 1999)
- Death Slug 2000 (with Jonathan Matis) (Metatron Press, 2000)
- History That Has No Effect (JMZ, 2002)
- Rise, Rise, Rise (split-lp met Parts & Labor) (Narnack, 21 Oktober 2003)
- Central Market (Warp records, 2009)

### Met Battles
- Tras (Cold Sweat Records, juni 2004)
- EP C (Monitor Records, juni 2004)
- B EP (Dim Mak Records, september 2004)
- EP C/B EP (Warp Records, februari 2006)
- Mirrored (Warp Records, mei 2007)